# Cystopteris
Cystopteris este un gen de plante din familia Aspleniaceae.